# Benjamín Mendoza y Amor Flores
Benjamín Mendoza y Amor Flores (1935) is een Boliviaans surrealistische kunstenaar die met een getrokken mes Paus Paulus VI te lijf wilde in Manilla, in de Filipijnen.
Mendoza verliet op jeugdige leeftijd, in 1962, La Paz, de hoofdstad van zijn geboorteland. Hij leefde vervolgens in Argentinië, de VS, Japan, Hongkong en de Filipijnen.
Op 27 november 1970, omstreeks halftien, ging Mendoza, verkleed als een priester, en met een getrokken mes paus Paulus VI te lijf. Vlak voor de paus trok hij zijn mes weer terug en schreeuwde dat de wereld alsmaar gewelddadiger werd. Hij werd gearresteerd wegens poging tot moord.
Anderen geloven dat Mendoza door president Ferdinand Marcos werd gebruikt een zogenaamde aanslag op de paus te plegen, die Marcos liet verijdelen, om alsnog in een goed blaadje bij Paulus VI te komen. Tot dan toe was de verstandshouding tussen Marcos en de paus stroef geweest, vanwege de ernstige kritiek die de paus op zijn regeringsbeleid had. 